# Jan Minor Biechowski
Jan Minor Biechowski z Biechowa herbu Ogończyk (zm. w 1519 roku) – podsędek krakowski w latach 1505–1519, starosta bodzentyński w latach 1495–1509, pisarz królewski w latach 1492-1496.
Student Uniwersytetu Krakowskiego w 1458 roku.
Poseł na sejm radomski 1505 roku i sejm piotrkowski 1510 roku, na sejm piotrkowski 1512 roku z województwa krakowskiego.